# Киконе (Потенца)
Киконе (итал. Chicone) је насеље у Италији у округу Потенца, региону Базиликата.
Према процени из 2011. у насељу је живело 56 становника. Насеље се налази на надморској висини од 793 м.